# Trienggadeng (plaats)
Trienggadeng is een bestuurslaag in het regentschap Bireuen van de provincie Atjeh, Indonesië. Trienggadeng telt 616 inwoners (volkstelling 2010).